# Philip Hunt (Politiker)

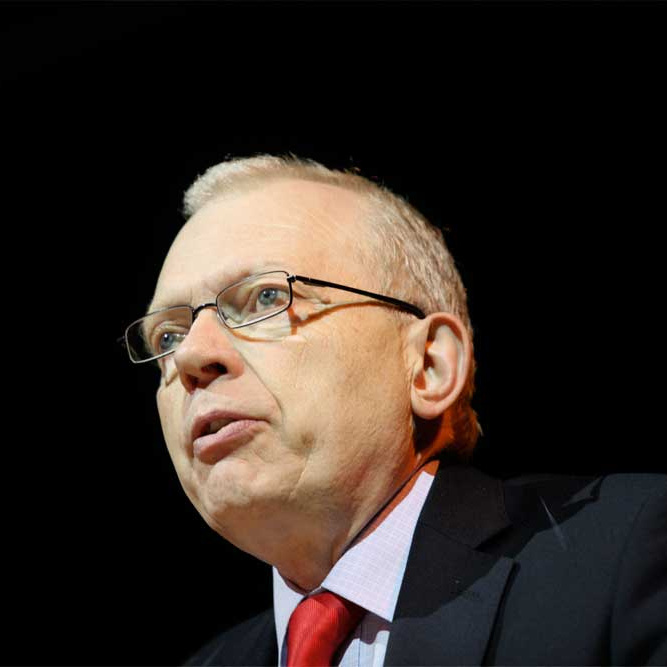
Philip Hunt

Philip Alexander Hunt, Baron Hunt of Kings Heath (* 19. Mai 1949) ist ein britischer Politiker und Life Peer.

## Leben
Er besuchte in Oxford die High School und Oxford School und studierte an der Universität Leeds bis 1970. Er schloss sein Studium mit einem Bachelor im Bereich Politische Wissenschaften ab. Er ist verheiratet mit Selina Stewart und hat zwei Töchter und drei Söhne. 
1997 wurde er als Baron Hunt of Kings Heath, of Birmingham im County of West Midlands, zu einem Life Peer ernannt. 

## Politik
Philip Hunt war zwischen 1973 und 1979 Mitglied des Stadtrates von Oxford und von 1980 bis 1982 in Birmingham.
Er gehörte der Regierung von Tony Blair als Parlamentarischer Staatssekretär im britischen Gesundheitsministerium an, bis er am 18. März 2003 aus Protest gegen die Irakpolitik der Regierung zurücktrat. In die Schlagzeilen kam er auch, als sein damals 14-jähriger Sohn im März 2003 an einer Anti-Kriegs-Kundgebung in Birmingham teilnahm. 